# Метлик, Игорь Витальевич
И́горь Вита́льевич Ме́тлик (род. 4 июля 1960, Ромны, УССР, СССР) — российский педагог и религиовед. Доктор педагогических наук (2005), доцент. 
Главный научный сотрудник Института изучения детства, семьи и воспитания Российской академии образования, профессор кафедры педагогики историко-филологического факультета Православного Свято-Тихоновского гуманитарного университета, ведущий специалист Центра историко-культурных исследований религии и межцивилизационных отношений Института социально-гуманитарного образования Московского педагогического государственного университета (с 2019). 
Заведующий Научно-методическим кабинетом Синодального отдела религиозного образования и катехизации Русской православной церкви (с 2009). Председатель Всероссийского методического объединения по предметным областям «Основы религиозных культур и светской этики» и «Основы духовно-нравственной культуры народов России».
Эксперт Комитета Государственной Думы Федерального Собрания Российской Федерации по взаимодействию с общественными и религиозными организациями (2005—2014), эксперт комиссии Общественной палаты Российской Федерации по межнациональным отношениями и свободе совести (2007—2011), эксперт Совета по соблюдению прав и социальной защите педагогических и научных работников при Комитете Государственной Думы Федерального Собрания Российской Федерации по образованию и науке (с 2018). 

## Биография
Родился 4 июля 1960 года в г. Ромны Сумской области.
В 1978—1984 годы учился на физико-химическом факультете Московского химико-технологического института имени Д. И. Менделеева. Дипломную работу подготовил в Институте атомной энергии Академии наук СССР под научным руководством А. В. Варежкина, кандидата технических наук, доцента кафедры технологии изотопов и водородной энергетики Института материалов современной энергетики и нанотехнологии – Института физической химии Российского химико-технологического университета имени Д. И. Менделеева.
В 1984—1986 годах — инженер НПО «Квант».
С 1986 года работал в научных учреждениях Академии педагогических наук СССР (с 1992 года — Российской академии образования), где был лаборантом, с 1989 года — младшим научным сотрудником в Институте общих проблем воспитания Академии педагогических наук СССР (c 1990 года НИИ теории и методов воспитания АПН СССР, с 1992 года Институт развития личности РАО), с 1993 года — научным сотрудником  Института развития личности РАО, с 1998 года — старшим научным сотрудником Института развития личности РАО/Государственного НИИ семьи и воспитания РАО, с 2005 года — заведующим лабораторией гражданского и патриотического воспитания Института семьи и воспитания РАО, с 2009 года — заведующим лабораторией мировоззренческих и духовно-нравственных основ воспитания Института семьи и воспитания РАО (с 2014 года — ФГБНУ «Институт семьи и воспитания РАО»), с 2015 года — заведующий лабораторией развития воспитания и социализации детей Института изучения детства, семьи и воспитания РАО. В настоящее время является главным научным сотрудником Института изучения детства, семьи и воспитания Российской академии образования. 
В 1987—1989 годах работал учителем химии в средней школе.
В 1998 году в Институте развития личности РАО защитил диссертацию на соискание учёной степени кандидата педагогических наук по теме «Формирование мировоззрения старшеклассников в процессе освоения религиоведческих знаний» (специальность 13.00.01. — общая педагогика, история педагогики и образования).
В 2005 году в Государственном НИИ семьи и воспитания РАО защитил диссертацию на соискание учёной степени доктора педагогических наук по теме «Интеграция знаний о религии в учебно-воспитательной деятельности светской школы» (специальность 13.00.01. — общая педагогика, история педагогики и образования). Научный консультант — доктор философских наук, академик РАО, профессор Г. Н. Филонов. Официальные оппоненты — доктор педагогических наук, академик РАО, профессор В. П. Борисенков, доктор педагогических наук, профессор М. Н. Костикова и доктор философских наук, профессор М. П. Мчедлов.
В 2012 году стал профессором кафедры общей и социальной педагогики педагогического факультета, в настоящее время — профессор кафедры педагогики историко-филологического факультета Православного Свято-Тихоновского гуманитарного университета.
В 2010—2018 годах — ведущий научный сотрудник лаборатории истории и культуры религий мира кафедры ЮНЕСКО и профессор кафедры истории и культуры религий народов России Московского института открытого образования.
С 2019 года — ведущий специалист Центра историко-культурных исследований религии и межцивилизационных отношений Института социально-гуманитарного образования Московского педагогического государственного университета.
Автор более 140 научных трудов, включая монографии и концепции, статьи в научных журналах «Педагогика», «Психологический журнал» и «Вестник ПСТГУ», учебники, учебные пособия и учебно-методические материалы по преподаванию «Основ религиозных культур и светской этики» (модуль «Основ православной культуры»), обществознания, духовно-нравственного и патриотического воспитания в средней школе.

## Награды
- Орден Преподобного Сергия Радонежского III степени (2005)[8]
- Орден Святого благоверного князя Даниила Московского III степени (2007)[8]
- Орден Святителя Макария, митрополита Московского III степени (2010)[8]

## Отзывы
Доктор педагогических наук, профессор кафедры педагогики историко-филологического факультета ПСТГУ Т. В. Склярова отмечала: 

В диссертационном исследовании И. В. Метлика «Интеграция знаний о религии в учебно-воспитательной деятельности светской школы» выявлена роль знаний о религии в обучении, воспитании, развитии личности учащихся; уточнено содержание и взаимное соотношение основных теоретических дефиниций, связанных с изучением религии в государственных и муниципальных образовательных учреждениях (светский характер образования, религиоведческое, религиозное образование и др.); проанализирован зарубежный опыт освоения учащимися знаний о религии в государственно-общественной системе образования и оценены возможности его использования в российской светской школе; определены основные виды и формы освоения знаний о религии в российской системе образования, составлена их научная классификация, на основе анализа современной педагогической практики обобщён и систематизирован опыт освоения знаний о религии в государственных и муниципальных общеобразовательных учреждениях. С учётом новых социально-правовых условий и тенденций их развития в современной России автором разработана концепция интеграции знаний о религии в учебно-воспитательной деятельности российской светской школы. Актуальной проблемой современной педагогики И. В. Метлик называет определение места и значения знаний о религии в учебно-воспитательной деятельности светских школ, дидактики и методики освоения знаний о религии в содержании различных образовательных программ. И. В. Метлик особо выделяет необходимость интегративных процессов в учебно-воспитательной деятельности, в противовес процессам прямого включения религиозных знаний в образовательное пространство. Термин «интеграция» точно отражает существо исследуемого процесса – «восполнение целостности содержания образования в отношении знаний о религии в светской школе, а также восполнение целостности национальной системы образования путём восстановления взаимодействия с системой религиозного образования (включая конфессиональные образовательные системы всех традиционных для народов России религий)». В представленной И. В. Метликом концепции определены ключевые направления интеграции знаний о религии в учебно-воспитательной деятельности государственных и муниципальных образовательных учреждений, наиболее актуальные с точки зрения потребностей педагогической практики; разработан и апробирован соответствующий педагогический инструментарий (программно-методические материалы, учебные пособия, материалы для органов управления образованием и др.), обеспечивающий конструктивную интеграцию знаний о религии в учебно-воспитательной деятельности светской школы, совершенствование обучения и воспитания детей в современных социокультурных условиях. В числе первых социально-педагогических условий реализации данной концепции названы – профессиональная готовность педагогов и работников органов управления образованием к интеграции религиозных знаний в учебно-воспитательный процесс современной светской школы.

## Научные труды

### Монографии
- Беляев В. И., Галицкая И. А., Метлик И. В., Мухин М. И. Концептуальные основы педагогики национальной школы: Монография / Под ред. М. И. Мухина. — Элиста: Джангар, 2000. — 136 с.
- Филонов Г. Н., Гаврилычева Г. Ф., Метлик И. В. и др. Основы методики гражданского воспитания в семье и школе / Под ред. Г. Н. Филонова. — М.: Изд-во ГНИИСВ Минтруда и РАО, 2001. — 142 с.
- Галицкая И. А., Метлик И. В. Новые религиозные культы и школа. Пособие для руководителей образования и учителей. / Отв. ред. М. А. Ушакова — М.: Сентябрь, 2001. — 159 с. (Библиотека журнала «Директор школы» : ДШ; Вып. 2, 2001 г.). ISBN 5-88753-041-3
- Сравнительный анализ Закона Российской Федерации «Об образовании» и проекта Кодекса Российской Федерации об образовании / Авт.-сост. И. В. Метлик, И. В. Понкин — М., 2003. — 98 с.
- Галицкая И. А., Метлик И. В. Глава 9. Изучение религиозной культуры в светской школе // Толерантность / Общ. ред. М. П. Мчедлова. — М.: Республика, 2004. — С. 236—261. — 416 с. ISBN 5-250-01874-2
- Метлик И. В. Религия и образование в светской школе. — М.: Планета-2000, 2004. — 384 с.
- Галицкая И. А., Метлик И. В. Реализация права ребёнка на свободу вероисповедания в учебно-воспитательном процессе: Пособие для работников образования. — М.: ГосНИИ семьи и воспитания РАО, 2005.
- Метлик И. В., Никитин А. Ф. Использование воспитательного потенциала курсов обществознания в образовательном процессе: Методические рекомендации для учителей — М.: Государственный НИИ семьи и воспитания, 2005. — 86 с.
- Галицкая И. А., Метлик И. В. Знания о религии в образовательных стандартах по истории и воспитательный потенциал исторического образования в школе. — М.: ФГУ ГосНИИ семьи и воспитания РАО, 2007. — 96 с.
- Галицкая И. А., Метлик И. В. Глава 7. Знания о религии в этнокультурном образовании. / «Вера. Этнос. Нация. Религиозный компонент этнического сознания» / ред. кол.: М. П. Мчедлов (отв. ред.), Ю. А. Гаврилов, В. В. Горбунов и др. — М.: Культурная революция, 2007. — С. 183-207. — 368 с.
- Галицкая И. А., Метлик И. В. Глава 9. Патриотическое воспитание учащихся в контексте содержания школьного историко-обществоведческого образования / Воспитание патриотизма в условиях социальных перемен: теоретико-методологические и прикладные основы: Монография / А. Н. Вырщиков, М. Б. Кусмарцев, В. И. Лутовинов, Г. Н. Филонов и др.; Под общ. ред. С. В. Дармодехина и А. К. Быкова. — М.: Государственный НИИ семьи и воспитания, 2007. — С. 178-201. — 328 с.
- Метлик И. В., Никитин А. Ф. Глава 13. Патриотическое воспитание школьников на уроках истории и обществознания / Воспитание патриотизма в условиях социальных перемен: теоретико-методологические и прикладные основы: Монография / А. Н. Вырщиков, М. Б. Кусмарцев, В. И. Лутовинов, Г. Н. Филонов и др.; Под общ. ред. С. В. Дармодехина и А. К. Быкова. — М.: Государственный НИИ семьи и воспитания, 2007. — С. 261-281. — 328 с.
- Метлик И. В. Глава 13. Воспитание патриотизма учащихся средствами внеучебной и внешкольной работы. / Воспитание патриотизма в условиях социальных перемен: теоретико-методологические и прикладные основы: Монография / А. Н. Вырщиков, М. Б. Кусмарцев, В. И. Лутовинов, Г. Н. Филонов и др.; Под общ. ред. С. В. Дармодехина и А. К. Быкова. — М.: Государственный НИИ семьи и воспитания, 2007. — С. 281-298. — 328 с.
- Галицкая И. А., Метлик И. В. Глава 7.2. Религиозная культура в светской школе // «Религия в самосознании народа (религиозный фактор в идентификационных процессах)» / Отв. ред. М. П. Мчедлов. — М.: Институт социологии РАН, 2008. — С. 258-277. — 415 с.
- Концепция включения в новое поколение государственных стандартов общего среднего образования учебного предмета «Православная культура» в составе новой образовательной области учебного плана «Духовно-нравственная культура». В Сборнике «Православная культура в школе: практика, проблемы, перспективы. Сборник материалов и документов» / Сост. и ред. протоиерей Борис Даниленко, Метлик И.В., Петракова Т.И. — М.: Синодальная библиотека, 2008. — С. 52-76. — 152 с.
- Метлик И. В. Стратегия развития духовно-нравственного компонента общего образования. // Современное образование: Смыслы и стратегии духовного развития человека / Под ред. Б. П. Мартиросяна, Г. Н. Филонова, О. В. Суходольской-Кулешовой. — М.: Ленанд, 2013. — С. 318-343. — 606 с.
- Метлик И. В. Формирование методики преподавания православной культуры в контексте социокультурной эволюции российского общества и церковно-государственных отношений в сфере образования. // Актуальные проблемы методики преподавания православной культуры. Коллективная монография. — М.: ПСТГУ, 2016. — С. 7-38. — 160 с.
- Метлик И. В., Галицкая И. А., Ситников А. В. Духовно-нравственное воспитание: вопросы теории, методологии и практики в российской школе. / Под ред. д.п.н. И. В. Метлика. — М.: ПРО-ПРЕСС, 2012. — 264 с.
- Метлик И. В., Потаповская О. М., Галицкая И. А. Взаимодействие социальных институтов в духовно-нравственном воспитании детей в российской школе: монография / Под ред. д-ра педагогических наук И. В. Метлика. — М: ФГБНУ ИИДСВ РАО, 2018. — 240 с.
- Метлик И. В. Глава VII. Изучение духовно-нравственной культуры народов России в формировании социокультурного опыта школьников: условия, динамика и модели развития. / Социокультурный опыт современных детей и его развитие в процессе воспитания. Монография. / Авт. Вагнер И. В., Гурьянова М. П., Усольцева И. В. и др. — М.: ФГБНУ «ИИДСВ РАО», 2019. — С. 186—212. — 268 с. ISBN 978-5-91955-173-7.
- Метлик И. В. Развитие ценностно-целевого содержания гражданско-патриотического воспитания в связи с принятием изменений в Конституцию России (2020 г.) / Воспитание как стратегический национальный приоритет: международный научно-образовательный форум. Часть 3 / Уральский государственный педагогический университет; гл. ред. Б. М. Игошев. — Екатеринбург, 2021. — С. 369—373. — 494 с.

### Экспертизы
- Галицкая И. А., Метлик И. В. Экспертное заключение о деятельности общественного объединения «Санкт-Петербургская Вузовская Ассоциация по Изучению Принципа (Философия Единения)» — СПбВАИ // Энциклопедия «Новые религиозные организации России деструктивного, оккультного и неоязыческого характера»
- Галицкая И. А., Метлик И. В. Экспертное заключение религиоведческой группы Института развития личности РАО по содержанию вероучения и практике деятельности религиозной организации «Свидетели Иеговы» // Энциклопедия «Новые религиозные организации России деструктивного, оккультного и неоязыческого характера» (сокращённая копия)
- Сравнительный анализ Закона Российской Федерации «Об образовании» и проекта Кодекса Российской Федерации об образовании / Авт.-сост. И. В. Метлик, И. В. Понкин. — М., 2003. — 98 с.
- Метлик И. В. и др. Заключение от 12.12.2005 г. по содержанию и направленности образовательной деятельности муниципального Центра медико-психологической и социальной помощи населению «Холис» (г. Екатеринбург). // Гражданско-правовая, конституционно-правовая и уголовно-правовая охрана нравственности: Сборник / Отв. ред. и сост. д.ю.н., проф. М. Н. Кузнецов, д.ю.н. И. В. Понкин. — М.: Институт государственно-конфессиональных отношений и права, 2009. — С. 375—411. — 704 с.

### Учебные и методические издания
- Метлик И. В. Современное экуменическое движение. Программа учебного курса. — М.: Академическое изд-во МЭГУ, 1994. — 45 с.
- Галицкая И. А., Метлик И. В. Религиоведение. Учебный курс. // Социально-педагогический колледж. Учебное пособие по подготовке социальных педагогов села. Книга 2. — М., 1995. — С. 388—412.
- Метлик И. В. Современные нетрадиционные религиозные организации. Законодательство и документы о религии и религиозных организациях // Кулаков А. Е. Религии мира. Методическое пособие для учителя. — М.: АРКТИ, 1997. — С. 126-148.
- Галицкая И. А., Королькова Е. С., Метлик И. В. и др. Рабочая тетрадь к учебнику «Обществознание». Пособие для учащихся 9 кл. общеобразовательных учреждений. — М.: Просвещение, 2001. — 48 с.
- Галицкая И. А., Королькова Е. С., Метлик И. В. и др. Рабочая тетрадь к учебнику «Обществознание». Пособие для учащихся 8 кл. общеобразовательных учреждений. — М.: Просвещение, 2001. — 48 с.
- Галицкая И. А., Королькова Е. С., Метлик И. В. и др. Обществознание: Учебник для 8-9 классов общеобразовательных учреждений / Под ред. Никитина А. Ф. — М.: Просвещение, 2001. — 301 с.
- Галицкая И. А., Королькова Е. С., Метлик И. В. и др. Обществознание: Учебник для 10-11 классов общеобразовательных учреждений / Под ред. Никитина А. Ф. — М.: Просвещение, 2003. — 365 с.
- Метлик И. В. Сборник учебно-методических материалов для общеобразовательных учреждений / Авторское объединение «Русская школа — 2000». — Вып. 1. Ред. И. В. Метлик. — М.: Пересвет, 2003. — 92 с.
- Программы по музыке и церковному пению для общеобразовательных учреждений. Выпуск 2. Авторское объединение «Русская школа — 2000». Ред. И.В. Метлик. — М.: Пересвет, 2003. — 64 с.
- Основы Православия: Программа (план-конспект) учебного курса для общеобразовательных учреждений. / Авторское объединение «Русская школа — 2000». Авт.-сост. И. В. Метлик. — М.: Пересвет. — 2003, 64 с.
- Метлик И. В. Православная культура в современной школе: методические рекомендации // Религия и школа в современной России: документы, материалы, выступления. Составление и редакция: д-р социолог. н. М.Н. Белогубова, канд. пед. н. И. В. Метлик, канд. философ. н. А. В. Ситников. — М.: Планета—2000, 2003. — 304 с.
- Обществознание: 10-11 кл.: Методические рекомендации: Пособие для учителя / И. А. Галицкая, Е. С. Королькова, И. В. Метлик, А. Ф. Никитин и др. — М.: Просвещение, 2004. — 190 с.
- Обществознание. 8-9 классы, 10-11 классы. Программы. / И. А. Галицкая, Е. С. Королькова, И. В. Метлик, А. Ф. Никитин, Н. Г, Суворова, Т. И. Тюляева / Программы общеобразовательных учреждений. Обществознание. История. 5-11 классы. — М.: Просвещение, 2005. — С. 3-20. — 144 с.
- Никитин А. Ф., Метлик И. В., Галицкая И. А. Обществознание. 10 : учебник для 10 класса общеобразовательных учреждений : базовый уровень / под ред. А. Ф. Никитина. — М. : Просвещение, 2008. — 271 с. ISBN 978-5-09-019152-4
- Обществознание: 10-11 кл.: практикум: пособие для учащихся / И.А. Галицкая, Е.С. Королькова, И.В. Метлик и др. — М.: Просвещение, 2005. — 144 с.
- Обществознание. 8-9 классы, 10-11 классы. Программы. Авторы: И. А. Галицкая, Е. С. Королькова, И. В. Метлик, А. Ф. Никитин, Н. Г, Суворова, Т. И. Тюляева / Программы общеобразовательных учреждений. История. Обществознание. 5-11 классы. 4-е издание, исправленное. — М.: Просвещение, 2006. — 144 с. — С. 100-115.
- Кондратенко И., Метлик И. В. Народонаселение России в первой половине XX в. (уроки повторения истории в 10—11 классах) // Патриотическое воспитание школьников в учебном процессе: Методическое пособие. Авт-сост. А. К. Быков, И. И. Мельниченко. — М.: ТЦ Сфера, 2007. — 208 с. — С. 79-91.
- Обществознание: учебник для 10 кл. общеобразовательных учреждений: базовый уровень / А. Ф. Никитин, И. В. Метлик, И. А. Галицкая; под ред. А.Ф. Никитина. — М.: Просвещение, 2008. — 271 с.
- Обществознание: 11 класс: учебник для учащихся общеобразовательных учреждений: базовый уровень / А. Ф. Никитин, И. В. Метлик; под ред. И. В. Метлика. — М.: Просвещение, 2009. — 288 с.
- Метлик И. В., Никитин А. Ф., Галицкая И. А. Обществознание. Поурочные разработки. 10 класс : базовый уровень : пособие для учителей общеобразовательных учреждений / под ред. И. В. Метлика. — М. : Просвещение, 2009. — 158, [2] с. : ил. ISBN 978-5-09-018427-4
- Религиозная мораль: учения о морали в религиях мира. Дополнительный учебный материал для 9-11 кл. общеобразовательных учреждений. Образовательная область «История и обществознание» / Авт.-сост. И. А. Галицкая, И. В. Метлик. — М.: Кафедра ЮНЕСКО Московского института открытого образования, 2009. — 98 с. Серия «ЭКСПРЕСС Международное образование»
- Метлик И. В., Соловьёв А. Ю., Теплова Е. Ф., Яшина О. Н. Учебная программа курса «Преподавание учебных курсов и модулей православной культуры в общеобразовательной школе» / Международное образование и московская школа. Сборник учебных программ и материалов кафедры ЮНЕСКО. / Под общей редакцией Ю. А. Горячева. — М.: Издательский дом «Этносфера», 2009. — 212 с. — С. 64-112.
- Обществознание. Поурочные разработки. 10 класс: базовый уровень: пособие для учителей общеобразовательных учреждений / И. В. Метлик, А. Ф. Никитин, И. А. Галицкая; под ред. И. В. Метлика. — М.: Просвещение, 2009. — 160 с.
- Метлик И. В. Глава 7. Патриотизм и религия. // Российский патриотизм: истоки, содержание, воспитание в современных условиях. Учебное пособие / А. Н. Вырщиков, С. Н. Климов, М. Б. Кусмарцев, И. В. Метлик и др. / под общ. ред. А. К. Быкова и В. И. Лутовинова. — М.: Планета, 2010. — С. 171-197. — 336 с.
- Обществознание. Поурочные разработки. 11 класс: базовый уровень: пособие для учителей общеобразовательных учреждений / И. В. Метлик, А.Ф. Никитин; под ред. И. В. Метлика. — М.: Просвещение, 2011. — 175 с.
- Метлик И. В. Учебно-методический комплекс дисциплины «Этика и аксиология в философии и религии» // Экспериментальная образовательная программа высшего профессионального образования. Часть 1. Направление подготовки 50100 — Педагогическое образование. Профиль подготовки «Религиозная культура, этика просветительская и добровольческая деятельность в школе». — М.: ПСТГУ, 2012. — С. 151-165.
- Метлик И. В. Учебно-методический комплекс дисциплины «Гражданская (светская) этика в Российской Федерации» / Экспериментальная образовательная программа высшего профессионального образования. Часть 1. Направление подготовки 50100 — Педагогическое образование. Профиль подготовки «Религиозная культура, этика просветительская и добровольческая деятельность в школе». — М.: ПСТГУ, 2012. — С. 183-201.
- Программа курса «Основы религиозных культур и светской этики. Основы православной культуры». 4 класс / авт.-сост. И.В. Метлик. — М.: ООО «Русское слово — учебник», 2013. — 40 с. — (ФГОС Начальная инновационная школа).
- Основы религиозных культур и светской этики: основы православной культуры: учебник для 4 классов общеобразовательных учреждений / О.Л. Янушкявичене, Ю. С. Васечко, протоиерей Виктор Дорофеев, О.Н. Яшина; под ред. И.В. Метлика, Е.Ф. Тепловой. — М.: ООО «Русское слово — учебник», 2013. — 160 с. ил. — (ФГОС Начальная инновационная школа). Общая редакция.
- Рабочая программа к учебнику О.Л. Янушкявичене, Ю.С. Васечко, протоиерея Виктора Дорофеева, О.Н. Яшиной; под ред. И.В. Метлика, Е.Ф. Тепловой «Основы религиозных культур и светской этики. Основы православной культуры». 4 класс / авт.-сост. И.В. Метлик. — М.: ООО «Русское слово — учебник», 2013. — 24 с. — (ФГОС Начальная инновационная школа).
- Методическое пособие к учебнику О.Л. Янушкявичене Ю.С. Васечко, протоиерея Виктора Дорофеева, О.Н. Яшиной «Основы религиозных культур и светской этики. Основы православной культуры». 4 класс / О.Л. Янушкявичене, Ю.С. Васечко, протоиерей Виктор Дорофеев, И.В. Метлик. — М.: ООО «Русское слово — учебник», 2014. — 208 с. — (ФГОС Начальная инновационная школа).
- Рабочая тетрадь к учебнику О.Л. Янушкявичене Ю.С. Васечко, протоиерея Виктора Дорофеева, О.Н. Яшиной, под редакцией И.В. Метлика, Е.Ф. Тепловой «Основы религиозных культур и светской этики. Основы православной культуры». 4 класс / О.Л. Янушкявичене, Т.В. Комарова, Е.Ф. Теплова, Ю.С. Васечко; под ред. И. В. Метлика. — М.: ООО «Русское слово — учебник», 2014. — 104 с. ил. — (ФГОС Начальная инновационная школа).
- Метлик И. В. Организационно-методические основы современного духовно-нравственного образования. Пособие для педагогов и руководителей школы. — М.: Сентябрь, 2016. — 224 с.
- Метлик И. В. Изучение религий и духовно-нравственное воспитание школьников (конспект лекции по учебному курсу для магистрантов). / Избранные лекции в магистратуре по проблемам духовно-нравственного воспитания. Научно-методическое пособие / Под ред. А. Г. Козловой, Л. А. Немчиковой, А. С. Роботовой. Вып. 1. — СПб., Лингвистический центр «Тайкун», 2017. — С. 61-96. — 427 с.
- История Русской Православной Церкви: учебное пособие для общеобразовательных организаций / В. А. Цыпин, Г. В. Демидов, И. В. Метлик и др.]. — М.: Просвещение, 2017. — 255 с.
- Метлик И. В., Потаповская О. М. Основы духовно-нравственной культуры народов России. Православная культура. Праздничный круг: учебное издание для 5 класса общеобразовательных организаций. — М.: ООО «Русское слово — учебник», 2017. — 264 с. (21,3 п.л., авт. — 15 п.л.). Тираж 1500 экз.
- Галицкая И. А., Метлик И. В. Новые религиозные культы и школа: учебно-методическое пособие для руководителей образования, педагогов, слушателей системы повышения квалификации учителей. / Изд. 3-е, исправл. и доп. — М.: Этносфера, 2017,  200 с. Тираж 500 экз.
- Метлик И. В., Потаповская О. М. Основы духовно-нравственной культуры народов России. Православная культура: учебник для 5 класса общеобразовательных организаций . — М.: ООО «Русское слово — учебник», 2017. — 264 с. Тираж 5000 экз. (издание включено в Федеральный перечень учебников[10])
- Комарова Т. В., Метлик И. В. Рабочая тетрадь к учебному изданию И. В. Метлика, О.М. Потаповской «Основы духовно-нравственной культуры народов России. Православная культура. Праздничный круг». 5 класс. — М.: ООО «Русское слово — учебник», 2018. — 96 с. Тираж 1500 экз.
- Метлик И. В. Знания об исторических и культурных традициях российских религий в предметном содержании историко-обществоведческого образования: Научно-методическое пособие. — М: ФГБНУ ИИДСВ РАО, 2018. — 77 с.
- Метлик И. В. Методическое пособие к учебному изданию И. В. Метлика, О. М. Потаповской «Основы духовно-нравственной культуры народов России. Православная культура. Праздничный круг» для 5 класса общеобразовательных организаций / И. В. Метлик. — М.: ООО «Русское слово — учебник», 2018. — 152 с.
- Метлик И. В., Демидов Г. В. Примерная программа вариативного учебного курса по религиозной (православной) культуре в рамках предметной области «Основы духовно-нравственной культуры народов России» (5-9 классы). — М: ФГБНУ ИИДСВ РАО, 2018. — 42 с.
- Омельченко Е. А., Метлик И. В. Комплексный модульный курс «Основы религиозной культуры и светской этики» в современной российской школе. // Эффективные стратегии реализации комплексного учебного курса «Основы религиозных культур и светской этики»: теория и практика: материалы Всероссийской конференции (Москва, 19-20 декабря 2018 г.) / Под ред. П. Н. Костылева, Е. А. Омельченко, А. С. Спрыгина. — М.: ООО «Альмира»; Союз «Профессионалы в области образовательных инноваций»; АНО Центр содействия межнациональному образованию «Этносфера», 2018. — 152 с. — (Электронное издание). — С. 6-12.
- Метлик И. В. Основы духовно-нравственной культуры народов России. Православная культура: Праздничный круг: Учебное пособие для 6 класса общеобразовательных организаций. — М.: ООО «Русское слово — учебник», 2021. — 272 с.
- Метлик И. В. Методическое пособие к учебному изданию И. В. Метлика «Основы духовно-нравственной культуры народов России. Православная культура. Праздничный круг» для 6 класса общеобразовательных организаций. — М.: ООО «Русское слово — учебник», 2021. — 224 с.
- Комарова Т. В., Метлик И. В. Рабочая тетрадь к учебному изданию И.В. Метлика «Основы духовно-нравственной культуры народов России. Православная культура. Праздничный круг». 6 класс. — М.: ООО «Русское слово — учебник», 2021. — 104 с.
- Рабочая программа к учебному пособию И.В. Метлика «Основы духовно-нравственной культуры на- родов России. Православная культура» для 6 класса общеобразовательных организаций / авт.-сост. И. В. Метлик. — М.: ООО «Русское слово — учебник», 2021. — 54 с. — (ФГОС. Инновационная школа).

### Статьи
на русском языке
- 'Варежкин А. В., Зельвенский Я. Д., Метлик И. В., Хрулев А. А., Федосеенков А. Н. Адсорбционная очистка гелиевого теплоносителя высокотемпературных газоохлаждаемых реакторов от диоксида углерода // Атомная энергия. Т. 60. Вып. 4. — 1986. — С. 246-247.
- Метлик И. В. Религия в школе: опыт изучения проблемы // Советская педагогика. — 1990. — № 2. — С. 36-42.
- Метлик И. В. Содержание воспитательной деятельности и проблема развития творческой личности // Развитие творческой личности в условиях непрерывного образования. Сб. научных трудов. — Казань, 1990. — С. 46-51.
- Метлик И. В. О мировоззренческом развитии старшеклассников при изучении религиоведческой проблематики // Проблемы воспитания детей и подростков. — Вып. 3. — М.: Изд-во НИИ теории и методов воспитания РАО, 1992. — С. 187—194.
- Метлик И. В. Религиоведческое образование старшеклассников: современная ситуация и перспективы // Подростки XX века: проблемы и поиски решений. — М.: Изд-во Института развития личности РАО, 1995. — С. 68-69.
- Метлик И. В. Роль религий в профилактике наркоманий и психологические аспекты превентивного антинаркотического образования // Психологический журнал. — 1996. — № 5. — С. 147—148.
- Метлик И. В. Современные нетрадиционные религиозные организации. Законодательство и документы о религии и религиозных организациях // Кулаков А. Е. Религии мира. Методическое пособие для учителя. — М.: АРКТИ, 1997. — С. 126—148.
- Галицкая И. А., Метлик И. В., Соловьёв А. Ю. Религия в обучении и воспитании школьников. Московский регион // Научные труды Государственного научно-исследовательского института семьи и воспитания Минтруда и РАО. — М.: Изд-во ГНИИСВ Минтруда и РАО, 1999. — С. 113—121.
- Галицкая И. А., Метлик И. В., Соловьёв А. Ю. О предупреждении внедрения нетрадиционных религиозных объединений и культов деструктивной направленности в учебные заведения. Методические рекомендации для директоров школ и работников органов управления образованием // Научно-методический журнал «Директор школы». — 2000. — № 4 (51). — С. 97-127.
- Метлик И. В. Изучение православной культуры в общеобразовательных учреждениях с русским этнокультурным компонентом образования // Государство и традиционные религиозные организации в сфере образования. Конституционно-правовой аспект. Методический сборник Минобразования России. — М., 2002.
- Метлик И. В. Направления развития духовно-нравственного потенциала общеобразовательной школы // Духовно-нравственное воспитание детей и молодежи: проблемы, традиции, опыт (по материалам всероссийской конференции Минобразования России и Российской академии образования 22-23 мая 2001 г.): Научно-методический сборник. Сост. и общая редакция Т. И. Петракова. — М., 2002. — С. 37-42.
- Метлик И. В. Православная культура в современной школе: методические рекомендации // Религия и школа в современной России: документы, материалы, выступления. Составление и редакция: д-р социолог. н. М. Н. Белогубова, канд. пед. н. И. В. Метлик, канд. философ. н. А. В. Ситников. — М.: Планета-2000, 2003. — 304 с.
- Галицкая И. А., Метлик И. В. Изучение религии в светской школе и проблема воспитания веротерпимости // Образование. — 2003. — № 6. — С. 23-42.
- Метлик И. В. Этноконфессиональное образование в современной светской школе / Научные труды Государственного научно-исследовательского института семьи и воспитания. В 2-х тт. — Т. 1. — М.: ГосНИИ семьи и воспитания РАО, 2003. — С. 77-84.
- Метлик И. В. Изучение религии в системе образования // Педагогика. — 2003. — № 7. — С.71-78.
- Метлик И. В. Проблемы воспитания в вопросах и ответах / Коллектив авторов. — М.: Государственный научно-исследовательский институт семьи и воспитания, 2003. — 68 с.
- Метлик И. В. Предметно-образное пространство в школе как фактор воспитания // Образование. — 2003. — № 3. — С. 51-61. (Воспитательная среда образовательного учреждения. М.: Гос. НИИ семьи и воспитания, 2003)
- Метлик И. В. Религиозное и религиоведческое образование: уточнение дефиниций и особенностей / Взаимодействие государства и религиозных объединений в сфере образования. Материалы научно-практической конференции (10-11 октября 2002 г.). Гл. ред. М. Н. Белогубова. — М.: Аппарат Полномочного представителя Президента РФ в Центральном федеральном округе, 2003. — С. 92-114.
- Метлик И. В. Воспитательная среда образовательного учреждения // Проблемы воспитания и семьи в научных исследованиях: материалы XI конференции молодых ученых. — М.: Изд-во ГосНИИ семьи и воспитания, 2003. — С. 69-76.
- Метлик И. В. Изучение основ православия в современной русской школе // Теория и практика этнокультурного образования учащихся в условиях современного социума: Материалы региональной научно-практической конференции, Нижний Тагил, 21 апреля 2004 г.: В 2 ч. Ч.1 — Екатеринбург: УралНАУКА, 2004. — 144 с. — С. 43-50.
- Метлик И. В. О мировоззренческом содержании образования в современной школе // Духовно-нравственное здоровье детей и молодежи Московской области: опыт, проблемы, перспективы. — М. 2004. — С. 62-72
- Метлик И. В. Светский характер образования в государственной школе // Образование. — 2004. — № 7. — С. 25-45.
- Метлик И. В. Об изучении религиозной культуры в общеобразовательной школе // Образование и общество. — 2005. — № 6. — С. 40-52.
- Метлик И. В. Государство и Церковь: к единому пониманию условий и содержания взаимодействия в области образовании // Сб. Философско-педагогические и религиозные основания образования в России: история и современность: Четвёртые Покровские образовательные чтения. Рязань, 2006. — С. 18-27.
- Метлик И. В. Общество, государство, Церковь: к пониманию условий взаимодействия в образовании и воспитании детей в современной российской школе // Вера и Время, 1.12.2007
- Метлик И. В. Ответ на публикации в журнале «Образование и общество» В. А. Рослова, Г. В. Гивишвили и М. А. Лукацкого // Журнал «Образование». — № 5. — 2007.
- Галицкая И. А., Метлик И. В. Религиозная культура в светской школе // «Религия в самосознании народа». — М: ИС РАН, 2008. (копия)
- Метлик И. В. Воспитательный потенциал стандартов общего образования и задачи формирования духовно-нравственных ценностей учащихся общеобразовательной школы // Вестник Православного Свято-Тихоновского гуманитарного университета. — Серия 4: Педагогика. Психология. — 2008. — №8. — С. 140-146.
- Метлик И. В. Изучение религий и воспитание учащихся в современной российской школе. // Педагогика. — 2008. — № 9. — С. 71-78.
- Метлик И. В. «Восстановить полноправные позиции теологии в системе гуманитарного знания и образования…» // «Теология в системе научного знания и образования». — М.: Изд. Общ. палаты РФ, 2009.
- Метлик И. В. Теология в системе гуманитарного знания и гуманитарного образования // Теология в системе научного знания и образования. Материалы общественных слушаний Общественной палаты Российской Федерации. / Под ред. академика РАН В. А. Тишкова; Сост. и ред. А. В. Ситников, И. В. Метлик — М.: Изд. Общественной палаты РФ, 2009, 119 с. — С. 109-119.
- Метлик И. В., Галицкая И. А. Понятие «духовно-нравственное воспитание» в современной педагогической теории и практики // Педагогика, 2009. — № 10. — С. 36-46.
- Метлик И. В. Социальное партнёрство семьи, школы и религиозных организаций в духовно-нравственном воспитании детей: новое качество взаимодействия // Семья в России. — 2009. — №2. — С. 64-75.
- Галицкая И. А., Метлик И. В. К вопросу об использовании понятия «духовно-нравственное воспитание» в современной теории и практике воспитания. / Сб. Преподавание религиозной культуры и духовно-нравственное воспитание учащихся в современной школе. Сборник материалов и документов. / Сост. Моргунов А.М., Пахомова А.И. — М.: Альта-Принт, 2009, 80 с. — С. 34-45.
- Метлик И. В. Религиозное образование в российской школе и проблема интеграции российского общества // Национальные интересы. № 4. — 2009. — С. 18-22, № 6 — 2009. — С. 33-38.
- Метлик И. В. Взаимодействие государства, семьи и Церкви в духовно-нравственном воспитании учащихся российской школы // Вестник Северо-Восточного государственного университета. — № 13. — Магадан: Изд-во СВГУ, 2010. — С. 109—118.
- Метлик И. В. Методические аспекты реализации духовно-нравственного воспитания школьников при изучении религиозной культуры и этики по выбору. / Формирование мировоззрения учащейся молодежи средней общеобразовательных учреждений и студентов вузов (опыт и проблемы). Материалы сессии Научного совета по проблемам формирования мировоззрения учащихся и студентов при Президиуме Российской академии образования / Под общ. ред. д.п.н. проф. Р.М. Роговой. — М.: ИСВ РАО, 2010, 129 с. — C. 44-48.
- Метлик И. В. Православие в русской школе: трудный путь возвращения // Вестник ПСТГУ, серия «Педагогика. Психология», вып. 1 (16), ПСТГУ, 2010.
- Метлик И. В. Ценностное ядро гражданского воспитания школьников // Воспитание школьников. — 2011. — № 8.
- Метлик И. В. Преподавание в школе истории религий и религиозных культур в контексте введения ФГОС общего образования второго поколения // «Вестник московского образования». — 2011. — № 13. — С. 290—320.
- Метлик И. В., Склярова Т. В. Религиозное образование Русской Православной Церкви и проблема его стандартизации в общеобразовательной школе // Вестник ПСТГУ. Серия «Педагогика. Психология». Вып. 4 (23). ПСТГУ, 2011. — С. 7-24
- Метлик И. В., Петракова Т. И., Склярова Т. В. Введение изучения религиозных культур и этики: вопросы и ответы // Преподавание истории и обществознания в школе. — 2010. — № 5. — С. 43-47.
- Метлик И. В. Религия в школе: проект нового закона «Об образовании» // Журнал Московской Патриархии. — 2011. — №1. — С. 57-60.
- Метлик И. В., Галицкая И. А. К проблеме институционализации духовно-нравственного воспитания в современной российской школе // Социальный институт воспитания в современной России: модернизация, динамика и стратегия развития: Сборник материалов Международной научно-практической конференции 7 — 9 декабря 2011 г. — М.: Институт семьи и воспитания РАО, 2012. — С. 106—112. — 240 с. — Т.1. ISBN 978-5-91995-024-2 (ошибоч.)
- Метлик И. В. Сохранить духовную свободу / Преподавание религии в школе: актуальная дискуссия в России и Германии. Материалы международной конференции, организованной Русской Православной Церковью и Московским отделением Фонда им. Конрада Аденауэра. Москва, 24-25 февраля 2010 г. / Под общ. ред. Л. П. Шмидта. — М: ОВЦС МП, 2011, 208 с. — С. 128-140.
- Метлик И. В. Актуальные вопросы обеспечения введения преподавания религиозных культур и светской этики в московской системе образования // Вера и Время, 22.11.2012
- Метлик И. В. Религиозное образование в школе и проблема интеграции российского общества // Вера и Время, 22.11.2012
- Метлик И. В. Актуальные вопросы обеспечения преподавания религиозных культур и этики по выбору семьи школьника // Научно-практическая конференция «Внедрение комплексного учебного курса „Основы религиозных культур и светской этики“ в общеобразовательных учреждениях в 2012/13 учебном году: проблемы, решения, перспективы», 30 октября 2012 г., Москва.
- Метлик И. В. Есть ли сегодня в России русская национальная школа? // «Педагогика». — 2012. — № 3. — С. 36-46.
- Метлик И. В. Развитие воспитательного компонента общего образования // «Педагогика». — 2013. — № 5. — С. 24-35.
- Метлик И. В. Взаимодействие основных социальных институтов в духовно-нравственном воспитании школьников // Вестник Томского государственного университета, 2013, № 4 (12), с. 231—237
- Метлик И. В. Новое об изучении религий и воспитании школьников в законе «Об образовании в Российской Федерации» // Воспитание школьников, 2014, № 7, с. 24-35
- Метлик И. В. Уроки Победы в воспитании современных школьников // Сб. материалов конференции в МГУПС 21.04.2015, с. 139—148
- Метлик И. В. Проблемы методики преподавания православной культуры в школе в аспекте государственно-церковных отношений // Вестник ПСТГУ. Серия «Педагогика. Психология», вып. 4 (39), ПСТГУ, 2015, с. 29-53
- Метлик И. В. Социальное партнёрство государства и конфессий в духовно-нравственном образовании школьников // Педагогика, 2015, № 7, с. 60-70
- Метлик И. В. Формирование методики преподавания православной культуры в контексте социокультурной эволюции российского общества и церковно-государственных отношений в сфере образования. // Актуальные проблемы методики преподавания православной культуры. Коллективная монография. — М.: ПСТГУ — 2016 — 160 с. — С. 7-38.
- Метлик И. В., Потаповская О. М. Духовно-нравственное воспитание как средство развития взаимодействия семьи, школы и конфессий // Педагогика. — 2016. — № 9. — С. 57-65.
- Метлик И. В., Потаповская О. М. Моделирование социального партнерства в духовно-нравственном образовании школьников // Социальная педагогика в России — 2017. — № 2. — С. 18-29.
- Потаповская О. М., Метлик И. В. Взаимодействие педагогов, детей и родителей в процессе духовно-нравственного воспитания (Из опыта работы сетевой экспериментальной площадки в Москве) // Воспитание школьников — 2017. — № 2. — С. 21-30.
- Метлик И. В. Актуальные вопросы развития воспитательного потенциала образовательных стандартов по предметной области «филология» (изучение языков и литературы) // Материалы международной научно-практической конференции, 15 декабря 2016 г., Москва. Под ред. Е.И. Артамоновой, О.С. Ушаковой — М.: МАНПО, 2017. — 384 с. — С. 299-304.
- Метлик И. В. Духовно-нравственное образование школьников в контексте истории России и вызовов современности. / VI Валаамские образовательные чтения. Материалы конференции к столетию революции в России». — М: Перо, 2018 — С. 20-33.
- Метлик И. В. Российская светская этика в содержании образования и воспитании школьников // Педагогика. — 2018. — № 1. — С. 43-53.
- Метлик И. В., Галицкая И. А. Российские традиционные ценности в воспитании учащихся российской школы. / Воспитание и социализация: развитие социальной активности детей и молодежи: Сборник научных статей / Под ред. Вагнер И. В. — М.: ФГБНУ «Институт изучения детства, семьи и воспитания РАО», 2018. — 242 с. — С. 42-80.
- Метлик И. В. Ценностно-целевые ориентиры гражданского образования в российской школе в контексте социокультурных трансформаций российского общества. // Нижегородское образование. — 2018. — № 4. — С. 12-18.
- Метлик И. В. Государственно-церковное партнерство в формировании у детей и молодежи российских традиционных духовных ценностей: актуальная повестка правового обеспечения. // Молодёжь: свобода и ответственность: материалы региональных Рождественских образовательных чтений. — Саранск: Изд-во Мордов. ун-та, 2019. — 264 с. — С. 58-65.
- Метлик И. В. Духовно-нравственное воспитание детей в системе общего образования как открытая социально-педагогическая система. // Современное детство: психолого-педагогическая поддержка семьи и развитие образования. Материалы I всероссийской научно-практической конференции. — М.: ИИДСВ РАО, 2018. — С. 218-233.
- Метлик И. В. Значение интерпретаций событий Великой Отечественной войны для формирования российской идентичности современных школьников. // Воспитание школьников. Электронное периодическое издание, 2019, № 1.
- Метлик И. В. Изучение духовно-нравственной культуры народов России и развитие социокультурного опыта школьников. // Научные основы развития воспитания в системе образования, социализации современных подростков и детского движения. Сборник научных статей. Том 1. — М.: ФГБНУ «ИИДСВ РАО», 2019. — 333 с. — C. 239-249.
- Метлик И. В. Совершенствование нормативно-методической базы социального партнерства субъектов духовно-нравственного воспитания в российской школе. // Язык и актуальные проблемы образования. / Научные труды IV Международной научно-практической конференции. 18 января 2019, г. Москва, МГОУ / под ред. Е. И. Артамоновой, О. С. Ушаковой; МГОУ, МАНПО. — М.: ИИУ МГОУ, 2019. — 486 с. — С. 388-393.
- Метлик И. В. Ценностно-целевые ориентиры гражданского образования и духовно-нравственное воспитание в российской школе. // Педагогика. — 2020. — № 6. — С. 77-88.

на других языках
- Metlik I. V. L´enseignement de la religion dans les écoles russes // Revue internationale d´éducation Sèvres, septembre 2004, n° 36, p. 135-143
- Usoltseva I. V, Savotina N. A., Metlik I. V., Kabalevskaya Y. A. (2020) Difficulties and Resources of Teachers’ Adaptation in Teachers’ Reflection. In: Gafurov I, Valeeva R (Eds) VI International Forum on Teacher Education, Kazan Federal University, Russia. May 27 — June 9, 2020. ARPHA Proceedings 3: 2609-2619. doi:10.3897/ap.2.e2609 (индексируется Web of Science)
- Borisova T. S., Kaznacheyeva N. N., Metlik I. V., Savotina N. A., Usoltseva I. V., Wagner I. V. (2019) Development of the children’s socio-cultural experience as a problem of modern education. The Annual International Conference on Cognitive - Social, and Behavioural Sciences (ICCSBS 2019), ed. by S.V. Ivanova & I.M. Elkina. London: Future Academy. P. 277-284. doi:10.15405/epsbs.2019.12.02.33. (индексируется Web of Science)
- Metlik I. V. Religious Education at Schools in Russian Federation. // Religious Education at Schools in Europe. / Martin Rothgangel, Yauheniya Danilovich, Martin Jäggle (eds.). Part 4: Eastern Europe. In cooperation with Sabine Hermisson and Maximillian Saudino. Wiener Forum für Theologie und Religionswissenschaft, Vol. 10.4. — Göttingen, Vienna University Press by V&R unipress, 2020. — 216 pages. — P. 157-189. ISBN 978-3-8471-1124-5.

## Публицистика
- Метлик И. В. (под псевдонимом Игорь Кузьменко). Язычество и неоязычество // Русская линия/Азбука веры, 04.04.2006
- Метлик И. В. Религия в школе: проект нового закона «Об образовании» // Патриархия.ру, 10.01.2011
- Метлик И. В. О дискуссиях по проблеме изучения религиозной культуры в общеобразовательной школе (часть 1). // Радонеж, 14.01.2013.
- Метлик И. В. О дискуссиях по проблеме изучения религиозной культуры в общеобразовательной школе (часть 2) // Радонеж, 14.01.2013